# Placosaris
Placosaris là một chi bướm đêm thuộc họ Crambidae.

## Các loài
Placosaris leucula species group:
- Placosaris callistalis (Hampson, 1896)
- Placosaris cricophora (West, 1931)
- Placosaris egerialis (Snellen, 1899)
- Placosaris galogalis Munroe & Mutuura, 1970
- Placosaris ingestalis (Snellen, 1899)
- Placosaris leucula Meyrick, 1897
- Placosaris triticalis Kenrick 1907
- Placosaris turiusalis (Walker, 1859)

Placosaris intensalis species group:
- Placosaris arjunoalis Munroe & Mutuura, 1970
- Placosaris auranticilialis (Caradja, 1925)
- Placosaris coorumba (Hampson, 1891)
- Placosaris dohertyi Munroe & Mutuura, 1970
- Placosaris intensalis (Swinhoe, 1894)
- Placosaris lindgreni Munroe & Mutuura, 1970
- Placosaris ochreipunctalis (Warren, 1896)
- Placosaris rubellalis (Caradja, 1925)
- Placosaris steelei Munroe & Mutuura, 1970
- Placosaris subfuscalis (Caradja in Caradja & Meyrick, 1933)
- Placosaris swanni Munroe & Mutuura, 1970
- Placosaris taiwanalis (Shibuya, 1928)
- Placosaris ustulalis (Hampson, 1896)

Unplaced in any species group:
- Placosaris apoalis Munroe & Mutuura, 1970
- Placosaris bornealis Munroe & Mutuura, 1970
- Placosaris perakalis Munroe & Mutuura, 1970
- Placosaris udealis Munroe & Mutuura, 1970